# Assemblea Constituent del Separatisme Català
Assemblea constituent del Separatisme Català fou una convenció política catalana organitzada a l'Havana el 1928.
Inspirant-se en la Convenció de Guaimaro, de la que sortí la primera constitució cubana, el setembre de 1927 Josep Conangla i Fontanilles (director del Centre Català de l'Havana) proposà a Francesc Macià el projecte d'una assemblea constituent. El Club Separatista Català núm. 1 de l'Havana va establir una comissió organitzadora: Claudi Mimó i Caba, Josep Murillo i Mombrú, Josep Carner-Ribalta i el mateix Josep Conangla.
L'Assemblea es va celebrar entre el 30 de setembre i el 2 d'octubre del 1928. El president fou Francesc Macià, el president d'honor Claudi Mimó, Josep Murillo i J. López Franc foren els vicepresidents, Joaquim Muntal i Gramunt i Ventura Gassol els adjunts, Josep Conangla i Josep Carner-Ribalta presentaren les ponències, Josep Pineda i Fargas va actuar de secretari, i Lluís Font i Lleonard Ribot de vicesecretaris.
S'hi debateren les dues ponències: una sobre la reorganització de l'independentisme català i l'altre sobre un projecte de text constitucional per Catalunya. Finalment l'assemblea acabà amb l'aprovació de l'articulat de la Constitució Provisional de la República Catalana i la intenció de constituir un Partit Separatista Revolucionari de Catalunya a partir del desenvolupament d'Estat Català, però aquest projecte de nou partit es va anul·lar després del retorn de Macià a Europa.